# Rafael Risco Boado
Rafael Leonidas Risco Boado (Trujillo, 13 de julio de 1934 – Trujillo, 11 de junio de 2012) fue un ingeniero civil y político peruano. Fue miembro de la Asamblea Constituyente que elaboró y promulgó la Constitución Política de 1979.
Nació en Trujillo, Perú, el 13 de julio de 1934, hijo de Rafael Luis Risco Rodríguez y Graciela Boado Tavera. Cursó sus estudios primarios y secundarios en el Colegio Seminario San Carlos y San Marcelo de su ciudad natal. Entre 1955 y 1959 cursó estudios superiores de ingeniería civil en la Universidad Nacional de Ingeniería en la ciudad de Lima. En su desempeño profesional dedicado principalmente al sector privado, fue director ejecutivo y presidente ejecutivo del proyecto Chavimochic (1980 a 1984). Asimismo, fue decano del consejo departamental La Libertad del Colegio de Ingenieros del Perú, gobernador del Club de Leones en Trujillo y fundador del Golf y Country Club de esa ciudad.
Miembro del Partido Popular Cristiano, fue elegido diputado para la Asamblea Constituyente de 1978 que elaboró y promulgó la Constitución para la República del Perú de 1979. Luego, fue candidato al Congreso en las elecciones generales de 1980 y de 1990. En estas últimas, denunció la realización de un fraude en su contra para favorecer la candidatura de David Cornejo Chinguel. Participó en las elecciones regionales del 2002 como candidato a presidente regional de La Libertad por la Alianza Electoral Unidad Nacional y, también, candidato al Parlamento Andino en las elecciones generales del 2006 sin obtener la representación.